# Waalse verkiezingen 2004/Kandidatenlijsten/FN
Dit zijn de kandidatenlijsten van het Front National voor de Waalse verkiezingen van 2004. Voor de kieskring Neufchâteau-Virton dient de partij geen lijst in. De verkozenen staan vetgedrukt.

## Aarlen-Marche-en-Famenne-Bastenaken

### Effectieven
1. Pierre Beneux
2. Gina Favero
3. Michaël Van Nieuwenhuyse

### Opvolgers
1. Céline Prevot
2. Michaël Van Nieuwenhuyse
3. Josée Graux
4. Guy Van Ryssel

## Bergen

### Effectieven
1. Michel Delacroix
2. Isabelle Roosens
3. Yvette Dejardin
4. Yves Laduron
5. Jean-Pierre Seneca
6. Sandrine Vankeirsbilcke

### Opvolgers
1. Jean-Pierre Borbouse
2. Yves Laduron
3. Isabelle Roosens
4. Yvette Dejardin
5. Jacques Stranard
6. Sandrine Vankeirsbilcke

## Charleroi

### Effectieven
1. Charles Petitjean
2. Daniel Huygens
3. Erica Helin
4. Annick Chauvier
5. Emile Derieux
6. Marie-Rose Blanchard
7. Franc Willem
8. Jeanine Courtois
9. Ludger Piret

### Opvolgers
1. Daniel Huygens
2. Erica Helin
3. Olivier Haid
4. Annick Chauvier
5. Jules Quertinmont
6. Marie-Rose Blanchard
7. Robert Pieront
8. Jeanine Courtois
9. Geneviève Brys

## Dinant-Philippeville

### Effectieven
1. Robert Bauw
2. Sonia Collin
3. Anthony Collin
4. Marie-Rose Polet

### Opvolgers
1. Charles Bodart
2. Sonia Collin
3. Bernard Michiels
4. Marie-Rose Polet

## Doornik-Aat-Moeskroen

### Effectieven
1. Grégory Bourguignon
2. Nadine Mariaule
3. Jean-Paul Hespel
4. Pétra Claerbout
5. Kévin Dendievel
6. Virginie Christiaens
7. Sébastien Deboever

### Opvolgers
1. Sébastien Pieters
2. Francinna Christiaens
3. Jacques Soetens
4. Marie Permanne
5. Alain Christiaens
6. Pétra Claerbout
7. Jean-François Vanachte

## Hoei-Borgworm

### Effectieven
1. Auguste Koob
2. Allison Linotte
3. Michaël Bollen
4. Suzanne Lanckmans

### Opvolgers
1. Michaël Bollen
2. Allison Linotte
3. Yannick Huygens
4. Suzanne Lanckmans

## Luik

### Effectieven
1. Charles Pire
2. Christiane Stefanczyk
3. Joseph Frerard
4. Renée Hardy
5. Laurent Poussart
6. Brigitte Conrath
7. Joseph Beine
8. Suzanne Meulders
9. Jean-Claude Frerard
10. Marie-Louise Simon
11. Sébastien Piroton
12. Claudine Vanoosterhout

### Opvolgers
1. Marc Levaux
2. Christiane Stefanczyk
3. Joseph Frerard
4. Renée Hardy
5. Laurent Poussart
6. Brigitte Conrath
7. Joseph Beine
8. Suzanne Meulders
9. Jean-Claude Frerard
10. Marie-Louise Simon
11. Sébastien Piroton
12. Claudine Vanoosterhout

## Namen

### Effectieven
1. Daniel Canivet
2. Catherine Foucart
3. Michel Haulotte
4. Sylvie Lahaut

### Opvolgers
1. Catherine Foucart
2. Philippe Terwagne
3. Sylvie Lahaut
4. Michel Haulotte

## Nijvel

### Effectieven
1. Olivier Dierick
2. Lucienne Melkior
3. Michael Philippart
4. Céline Baur
5. Robert Dierick
6. Jeannine Berger
7. Xavier Dierick
8. Joanna Van Roosbroeck

### Opvolgers
1. Michael Philippart
2. Céline Baur
3. Xavier Dierick
4. Jeannine Berger
5. Robert Dierick
6. Joanna Van Roosbroeck
7. Michel Dierick
8. Lucienne Melkior

## Thuin

### Effectieven
1. Jean-Pierre Walenne
2. Jean Van Krieken
3. Marianne Pigneur

### Opvolgers
1. Franz Thomas
2. Marylène Clinckemaille
3. Jacques Durant
4. Georgette Smet

## Verviers

### Effectieven
1. Jean-Louis Polis
2. Eugénie Lenssen
3. Christine Bousson
4. Aubin Huby
5. Janina Mokosinski
6. Jean-Claude Labrune

### Opvolgers
1. Eugénie Lenssen
2. Jean-Claude Labrune
3. Janina Mokosinski
4. René Lhoest
5. Christine Bousson
6. Aubin Huby

## Zinnik

### Effectieven
1. Denise Vander Schoeren
2. Lucien Duval
3. Virginie Bodden
4. Olivier Walenne

### Opvolgers
1. Kornelia Ness
2. Olivier Walenne
3. Christophe Delplancq
4. Jeannine Loyaerts